# Taurean Prince
Pour les articles homonymes, voir Prince.
Taurean Waller-Prince, né le 22 mars 1994 à San Marcos au Texas, est un joueur américain de basket-ball. Il évolue aux postes d'ailier et d'ailier fort.

## Biographie

### Carrière universitaire
Taurean Prince va au lycée Earl Warren à San Antonio.
En 2012, il rejoint l'université Baylor et joue pour l'équipe des Bears de Baylor durant quatre saisons.

### Carrière professionnelle
Taurean Prince est drafté en 2016 en 12e position par le Jazz de l'Utah. Le 5 juillet 2016, il est envoyé chez les Hawks d'Atlanta dans un échange comprenant trois franchises dont les Pacers qui reçoivent Jeff Teague et le Jazz reçoit George Hill.

#### Atlanta Hawks (2016-2019)
Le 15 juillet 2016, il signe son contrat rookie avec les Hawks.
Durant l'été 2016, il participe à la NBA Summer league avec Atlanta.
Le 11 mars 2017, il établit son record avec 17 points dans une victoire de 107-90 sur les Grizzlies de Memphis. Le 6 avril 2017, il bat son record en marquant 20 points face aux Celtics de Boston. Durant la saison 2016-2017, il participe aux playoffs de la NBA et une élimination dès le premier tour face aux Wizards de Washington. Durant toute la saison 2016-2017, il effectue des allers-retours en NBA Development League avec l'équipe des Nets de Long Island.
Il participe également à la summer league 2017 avec les Hawks.
Le 12 décembre 2017, il établit un nouveau record de points avec 24 unités face aux Cavaliers de Cleveland. Le 29 décembre 2017, face aux Raptors de Toronto, il réalise un double-double avec 30 points et 10 rebonds. Il établit un nouveau record de point le 11 mars 2018 avec 38 unités face aux Bulls de Chicago et l'égal six jours plus tard face aux Bucks de Milwaukee.
En 2018, il participe au Rising Stars Challenge lors du All-Star Game 2018 en remplacement de Malcolm Brogdon dans le Team USA.

#### Brooklyn Nets (2019-janvier 2021)
Le 6 juillet 2019, avec un second tour de la Draft 2021 de la NBA, il est envoyé chez les Nets de Brooklyn en échange d'Allen Crabbe, des droits de Nickeil Alexander-Walker et un premier tour de la draft 2020 de la NBA.
Le 21 octobre 2019, il signe une extension de contrat de deux ans avec les Nets pour 29 millions de dollars.

#### Cavaliers de Cleveland (janvier-juillet 2021)
En janvier 2021, il est envoyé aux Cavaliers de Cleveland dans un échange impliquant quatre équipes.

#### Timberwolves du Minnesota (2021-2023)
En juillet 2021, il est transféré aux Timberwolves du Minnesota en échange de Ricky Rubio.
Agent libre à l'été 2022, il prolonge avec les Timberwolves pour un contrat de 16 millions de dollars sur deux ans.
Sa deuxième année de contrat n'est pas garantie et n'est donc pas conservé par les Wolves.

#### Lakers de Los Angeles (2023-2024)
En juillet 2023, il signe aux Lakers de Los Angeles pour une saison et 4,5 millions de dollars.

### En équipe nationale
Taurean Prince est international américain.
Durant l'été 2015, il participe aux jeux panaméricains 2015  et remporte la médaille de bronze au côté de Bobby Brown et Anthony Randolph.

## Palmarès
- Vainqueur du NBA In-Season Tournament 2023 et 2024.
- First-team All-Big 12 (2016)
- Second-team All-Big 12 (2015)
- Big 12 Sixth Man of the Year (2015)

## Statistiques

### Universitaires
Les statistiques de Taurean Prince en matchs universitaires sont les suivantes :
| Saison    | Équipe   | Matchs | Titul. | Min./m | % Tir | % 3pts | % LF | Rbds/m. | Pass/m. | Int/m. | Ctr/m. | Pts/m. |
| --------- | -------- | ------ | ------ | ------ | ----- | ------ | ---- | ------- | ------- | ------ | ------ | ------ |
| 2012-2013 | Baylor   | 24     | 0      | 6,4    | 58,3  | 33,3   | 72,7 | 2,20    | 0,10    | 0,40   | 0,10   | 3,70   |
| 2013-2014 | Baylor   | 38     | 2      | 14,3   | 46,5  | 36,6   | 70,9 | 2,80    | 0,60    | 0,50   | 0,20   | 6,20   |
| 2014-2015 | Baylor   | 33     | 6      | 26,3   | 47,2  | 39,5   | 64,4 | 5,60    | 1,30    | 1,50   | 0,90   | 13,90  |
| 2015-2016 | Baylor   | 34     | 34     | 30,6   | 43,2  | 36,1   | 77,4 | 6,10    | 2,30    | 1,30   | 0,70   | 15,90  |
| Carrière  | Carrière | 129    | 42     | 20,2   | 46,0  | 37,6   | 71,8 | 4,20    | 1,10    | 0,90   | 0,50   | 10,20  |

### Professionnelles

#### En NBA
Les statistiques de Taurean Prince en matchs NBA sont les suivantes : 

##### Saison régulière
| Saison    | Équipe    | Matchs | Titul. | Min./m | % Tir | % 3pts | % LF | Rbds/m. | Pass/m. | Int/m. | Ctr/m. | Pts/m. |
| --------- | --------- | ------ | ------ | ------ | ----- | ------ | ---- | ------- | ------- | ------ | ------ | ------ |
| 2016-2017 | Atlanta   | 59     | 10     | 16,6   | 40,0  | 32,4   | 78,7 | 2,66    | 0,93    | 0,73   | 0,46   | 5,68   |
| 2017-2018 | Atlanta   | 82     | 82     | 30,0   | 42,6  | 38,5   | 84,4 | 4,74    | 2,61    | 1,04   | 0,51   | 14,12  |
| 2018-2019 | Atlanta   | 55     | 47     | 28,2   | 44,1  | 39,0   | 81,9 | 3,62    | 2,15    | 0,96   | 0,35   | 13,49  |
| 2019-2020 | Brooklyn  | 64     | 61     | 29,0   | 37,6  | 33,9   | 79,8 | 5,95    | 1,81    | 0,89   | 0,39   | 12,08  |
| 2020-2021 | Brooklyn  | 12     | 4      | 18,1   | 40,5  | 35,1   | 88,9 | 2,83    | 0,58    | 0,67   | 0,67   | 8,08   |
| 2020-2021 | Cleveland | 29     | 6      | 23,7   | 39,9  | 41,5   | 83,7 | 3,72    | 2,38    | 0,69   | 0,52   | 10,07  |
| 2021-2022 | Minnesota | 69     | 8      | 17,1   | 45,4  | 37,6   | 75,6 | 2,50    | 1,00    | 0,70   | 0,30   | 7,30   |
| 2022-2023 | Minnesota | 54     | 4      | 22,1   | 46,7  | 38,1   | 84,4 | 2,40    | 1,60    | 0,50   | 0,30   | 9,10   |
| Carrière  | Carrière  | 424    | 222    | 23,9   | 42,1  | 37,2   | 81,8 | 3,70    | 1,70    | 0,80   | 0,40   | 10,40  |

##### Playoffs
| Saison   | Équipe    | Matchs | Titul. | Min./m | % Tir | % 3pts | % LF  | Rbds/m. | Pass/m. | Int/m. | Ctr/m. | Pts/m. |
| -------- | --------- | ------ | ------ | ------ | ----- | ------ | ----- | ------- | ------- | ------ | ------ | ------ |
| 2017     | Atlanta   | 6      | 6      | 31,2   | 55,8  | 28,6   | 100,0 | 5,30    | 1,30    | 0,30   | 0,20   | 11,20  |
| 2022     | Minnesota | 5      | 0      | 13,0   | 37,0  | 28,6   | 85,7  | 1,60    | 1,20    | 0,40   | 0,20   | 6,00   |
| 2023     | Minnesota | 5      | 1      | 20,0   | 36,4  | 38,1   | 77,8  | 1,40    | 0,80    | 0,60   | 0,20   | 7,80   |
| Carrière | Carrière  | 16     | 7      | 22,0   | 45,5  | 32,7   | 85,7  | 2,90    | 1,10    | 0,40   | 0,20   | 8,50   |

Dernière mise à jour le 20 juin 2023

#### En D-League
Les statistiques de Taurean Prince en matchs D-League sont les suivantes : 
| Saison    | Équipe      | Matchs | Titul. | Min./m | % Tir | % 3pts | % LF | Rbds/m. | Pass/m. | Int/m. | Ctr/m. | Pts/m. |
| --------- | ----------- | ------ | ------ | ------ | ----- | ------ | ---- | ------- | ------- | ------ | ------ | ------ |
| 2016-2017 | Long Island | 5      | 3      | 28,4   | 50,0  | 38,1   | 71,4 | 7,6     | 2,2     | 1,6    | 0,8    | 20,6   |
| Carrière  | Carrière    | 5      | 3      | 28,4   | 50,0  | 38,1   | 71,4 | 7,6     | 2,2     | 1,6    | 0,8    | 20,6   |

## Records sur une rencontre en NBA
Les records personnels de Taurean Prince en NBA sont les suivants, :
| Type de statistique        | Saison régulière | Saison régulière            | Saison régulière | Playoffs | Playoffs                | Playoffs      |
| Type de statistique        | Record           | Adversaire                  | Date             | Record   | Adversaire              | Date          |
| -------------------------- | ---------------- | --------------------------- | ---------------- | -------- | ----------------------- | ------------- |
| Points                     | 38               | 2 fois                      | 2 fois           | 16       | Wizards de Washington   | 22 avril 2017 |
| Paniers marqués            | 13               | @ Bucks de Milwaukee        | 17 mars 2018     | 7        | Wizards de Washington   | 22 avril 2017 |
| Paniers tentés             | 26               | @ Bucks de Milwaukee        | 17 mars 2018     | 11       | 2 fois                  | 2 fois        |
| Paniers à 3 points réussis | 8                | @ Knicks de New York        | 20 mars 2023     | 3        | 2 fois                  | 2 fois        |
| Paniers à 3 points tentés  | 18               | 76ers de Philadelphie       | 10 avril 2018    | 7        | @ Nuggets de Denver     | 25 avril 2023 |
| Lancers francs réussis     | 10               | @ Cavaliers de Cleveland    | 13 novembre 2022 | 4        | 2 fois                  | 2 fois        |
| Lancers francs tentés      | 10               | 2 fois                      | 2 fois           | 4        | 3 fois                  | 3 fois        |
| Rebonds offensifs          | 6                | Wizards de Washington       | 27 décembre 2017 | 2        | 3 fois                  | 3 fois        |
| Rebonds défensifs          | 12               | @ Timberwolves du Minnesota | 30 décembre 2019 | 6        | Wizards de Washington   | 24 avril 2017 |
| Rebonds totaux             | 14               | @ Timberwolves du Minnesota | 30 décembre 2019 | 7        | Wizards de Washington   | 24 avril 2017 |
| Passes décisives           | 8                | 2 fois                      | 2 fois           | 4        | @ Wizards de Washington | 26 avril 2017 |
| Interceptions              | 4                | 6 fois                      | 6 fois           | 2        | 2 fois                  | 2 fois        |
| Contres                    | 4                | Grizzlies de Memphis        | 16 mars 2017     | 1        | 5 fois                  | 5 fois        |
| Balles perdues             | 7                | 3 fois                      | 3 fois           | 3        | @ Nuggets de Denver     | 25 avril 2023 |
| Minutes jouées             | 45               | Pistons de Détroit          | 13 novembre 2024 | 33       | Wizards de Washington   | 28 avril 2017 |

- Double-double : 14
- Triple-double : 0

Dernière mise à jour : 18 décembre 2024

## Salaires
| Année       | Équipe      | Salaire      |
| ----------- | ----------- | ------------ |
| 2016-2017   | Atlanta     | 2 318 280 $  |
| 2017-2018   | Atlanta     | 2 422 560 $  |
| 2018-2019   | Atlanta     | 2 526 840 $  |
| 2019-2020   | Brooklyn    | 3 481 986 $  |
| 2020-2021   | Cleveland   | 12 250 000 $ |
| 2021-2022   | Minnesota   | 13 000 000 $ |
| Total Gains | Total Gains | 35 999 666 $ |
| 2022-2023   | Minnesota   | 7 295 000 $  |
| 2023-2024   | Minnesota   | 7 650 000 $  |